# Marchena
Marchena – gmina w Hiszpanii, w prowincji Sewilla, w Andaluzji, o powierzchni 378,25 km². W 2011 roku gmina liczyła 19 984 mieszkańców.

## Współpraca
- Châteaudun, Francja
- Esquel, Argentyna
- Kronberg im Taunus, Niemcy